# Aenne Biermann

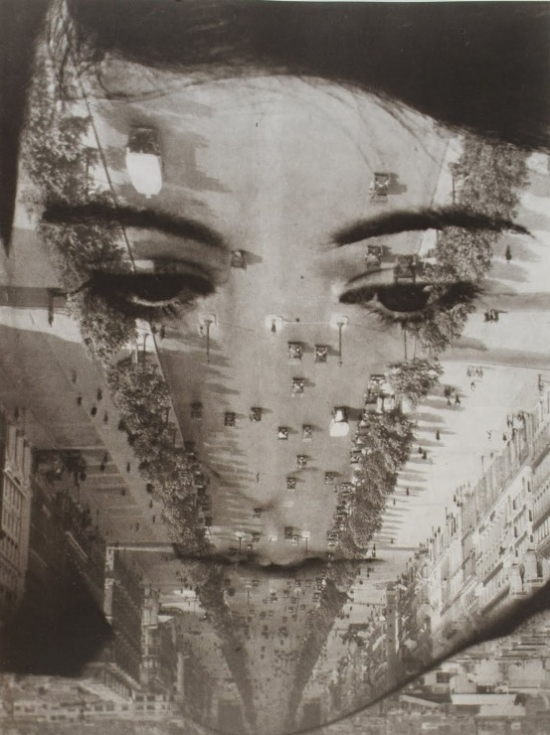
Aenne Biermann: Paříž, Champs-Elysée, 1929

Aenne Biermann (3. března 1898, Goch jako Anna Sibylla Sternefeld - 14. ledna 1933, Gera) byla německá fotografka Nové věcnosti.

## Život a dílo
Anna Sibylla Sternefeld se narodila ve městě Goch v Severním Porýní-Vestfálsku jako třetí dítě v rodině židovského průmyslníka. Její matka byla Julie Geck. V roce 1920 se provdala za Herberta Biermanna, syna židovského majitele obchodního domu Maxe Biermanna († 1922) a přestěhovala se s ním do města Gera. Spolu měli dvě děti, dceru Helgu a syna Gershona.
Fotografovat začala jako samouk na počátku 20. let 20. století. Zpočátku fotografovala v rodinném prostředí, především své děti, později ji požádal geolog Rudolf Hundt aby pro něho pořídila ostré a detailní snímky hornin, které nasbíral. Během několika let se její práce více a více profesionalizovala, přičemž se začala vyhraňovat ve stylu Neues Sehen (Nového vidění). Její práce zahrnuje produktovou fotografii, krajinu a zátiší. Její práce se stala mezinárodně známou na konci 20. let, kdy se její díla stala nedílnou součástí výstav německé fotografie. V roce 1930 uspořádala v Jeně první velkou výstavu svých děl. Charakteristika její práce jsou portréty, detaily postav a objektů. Podobně jako Lucia Moholyová, Florence Henri a Germaine Krull byla Biermann zastoupena na mezinárodních fotografických výstavách na počátku 30. let (Mnichov, Brusel).
Aenne Biermann zemřela v Geře v lednu 1933 ve svých 34 letech - jen pár dní před nacistickou akcí Machtergreifung. Nacistické perzekuce a vyvlastnění jejích příbuzných tak již nezažila. Její manžel s dětmi mohli emigrovat do Palestiny. Její kompletní archiv asi 3000 negativů byl zabaven v Terstu, vrátil se do Německa, ale od té doby je z velké části ztracený.

## Dědictví
Gerské Uměleckoprůmyslové muzeum věnovalo Aenně Biermannové samostatnou místnost se stálou expozicí a od roku 1992 každé dva roky uděluje cenu Aenne-Biermann-Preis současným německým fotografům. Byla po ní pojmenována škola ve čtvrti Lusan (nyní uzavřená). Dne 5. prosince 2009 převzala její jméno také gerská vysoká škola.
Výstavy věnované dílu Aenny Biermann se konaly mimo jiné v roce 2002 v Mnichově a v letech 2003 a 2007 v Sprengel muzeu v Hannoveru.

## Galerie

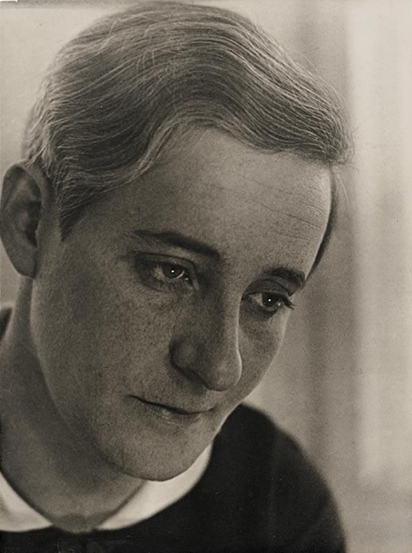
Autoportrét, 1931
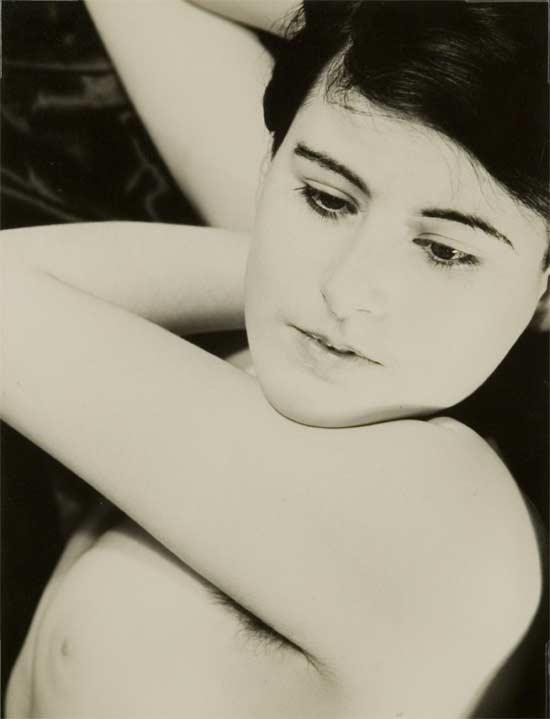
Anneliese Schiesser, 1931
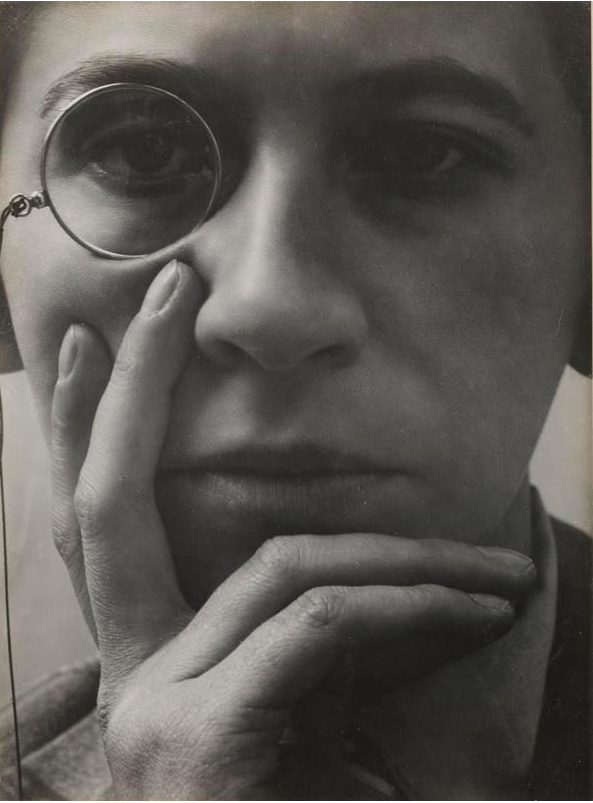
Dáma s monoklem, 1928
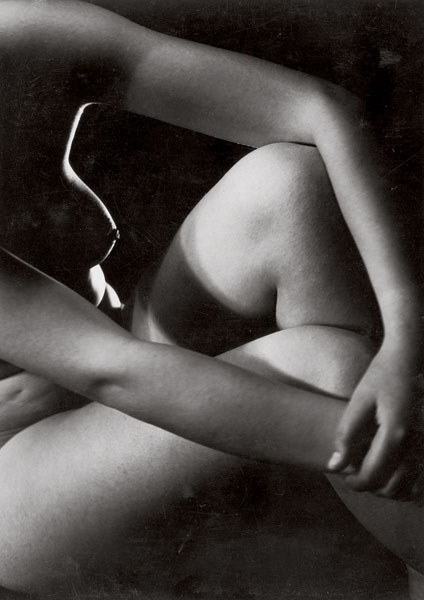
Akt, 1930
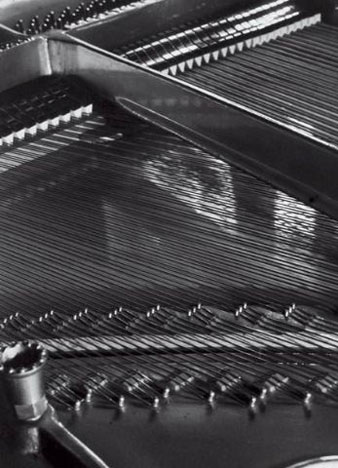
Struny klavíru, 1928
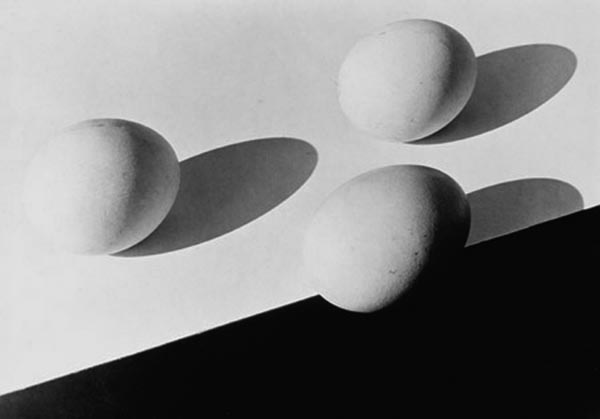
Vajíčka, asi 1930
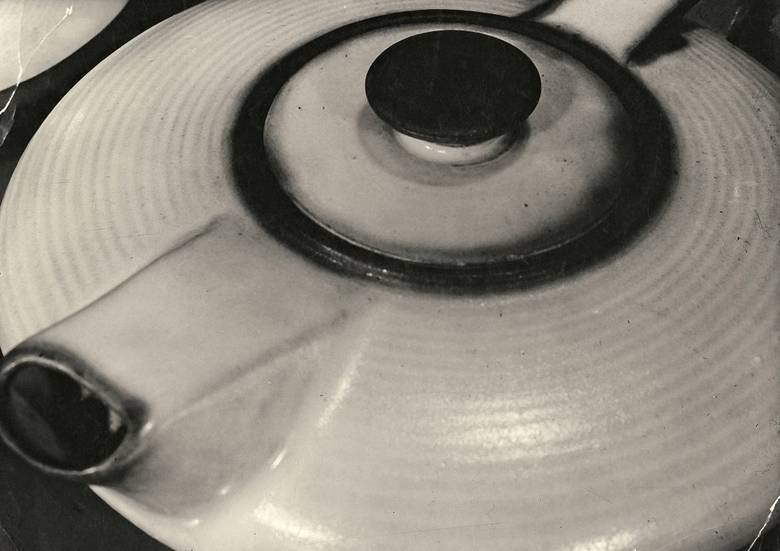
Čajová konvice, 1929
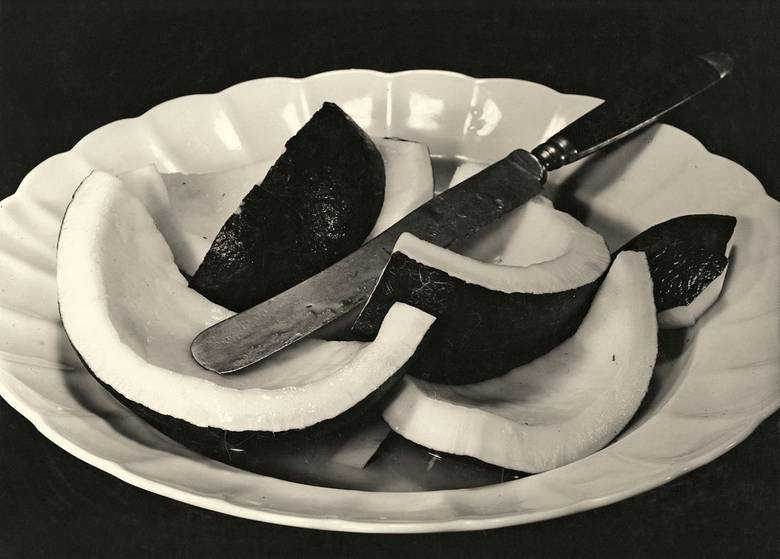
Kokosový ořech, 1929
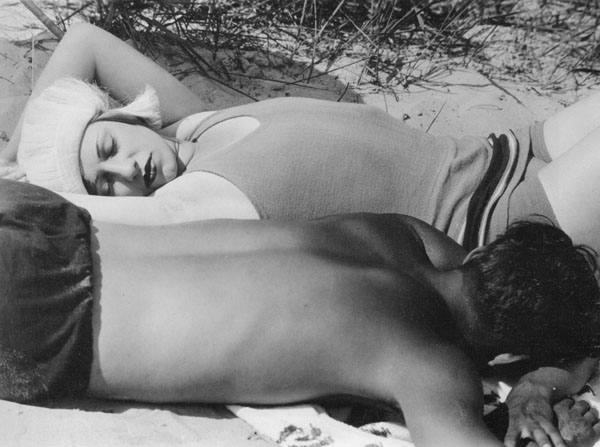
Muž a žena, asi 1930
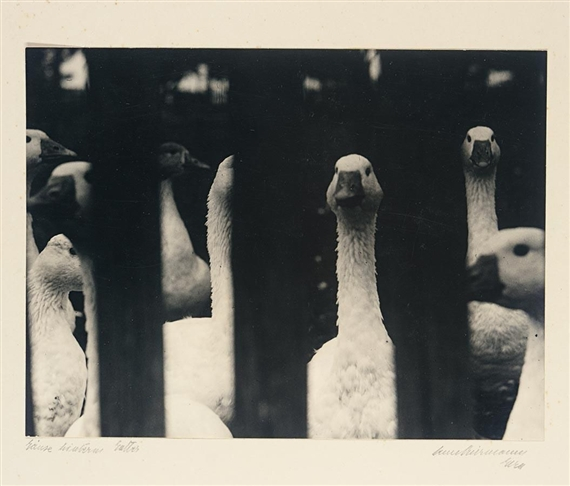
Husy za plotem, asi 1928